# Atle Vårvik
Atle Vårvik (ur. 12 grudnia 1965 w Trondheim) – norweski łyżwiarz szybki.
Vårvik w 1992 brał udział w zimowych igrzyskach olimpijskich, odbywających się w Albertville. Uczestniczył wówczas w jednej konkurencji łyżwiarstwa szybkiego, biegu na 5000 m, gdzie zajął 28. miejsce. W 1994 powtórzył swój występ na igrzyskach olimpijskich, które odbywały się w Lillehammer. Wówczas wystąpił ponownie w konkurencji łyżwiarstwa szybkiego, biegu na 5000 m, gdzie zajął tym razem 26. miejsce.

## Rekordy życiowe
| Dystans  | Czas     | Data             | Miejsce       |
| -------- | -------- | ---------------- | ------------- |
| 500 m    | 39,30    | 13 stycznia 1993 | Hamar         |
| 1000 m   | 1.18,60  | 9 stycznia 1993  | Hamar         |
| 1500 m   | 1.58,70  | 13 stycznia 1993 | Hamar         |
| 3000 m   | 4.04,40  | 9 stycznia 1993  | Hamar         |
| 5000 m   | 6.53,02  | 4 grudnia 1993   | Jekaterynburg |
| 10 000 m | 14.16,89 | 6 grudnia 1993   | Hamar         |
| Źródło:  |          |                  |               |